# Efraín Herrera
Efraín "Cuchillo" Herrera González (ur. 28 września 1959 w mieście Meksyk) – meksykański piłkarz występujący na pozycji środkowego obrońcy.

## Kariera klubowa
Herrera profesjonalną karierę piłkarską rozpoczynał w zespole Unión de Curtidores z siedzibą w mieście León, w którego barwach zadebiutował w meksykańskiej Primera División w sezonie 1977/1978. Szybko wywalczył sobie miejsce w wyjściowym składzie i 26 kwietnia 1979, w przegranym 4:5 meczu z Atlético Español, strzelił pierwszego gola w najwyższej klasie rozgrywkowej. Latem 1981 przeszedł do ekipy Club Atlas, gdzie spędził cztery lata i podobnie jak w Unión nie wywalczył z nią większych sukcesów.
W lipcu 1985 Herrera został zawodnikiem stołecznego Club América. Już w swoim pierwszym sezonie w nowym klubie – Prode '85 – osiągnął pierwsze w karierze mistrzostwo Meksyku. W 1987 roku triumfował w rozgrywkach Pucharu Mistrzów CONCACAF, natomiast w sezonie 1987/1988 – ostatnim w barwach Amériki – po raz drugi został mistrzem kraju. Później odszedł do innej drużyny z miasta Meksyk – Club Necaxa – gdzie z sukcesami spędził następne osiem lat. Dwukrotnie zdobywał tytuły mistrzowskie; w rozgrywkach 1994/1995 i 1995/1996, a w 1995 roku zdobył z Necaxą trofeum Copa México i Campeón de Campeones. W barwach Necaxy rozegrał 208 ligowych spotkań, w których strzelił jedną bramkę.
Latem 1996 Herrera podpisał kontrakt z Deportivo Toluca, w którym występował przez rok, po czym przeszedł do drugoligowego CF Pachuca. Z tym klubem w rozgrywkach 1997/1998 wywalczył awans do pierwszej ligi. Ostatni mecz rozegrał 18 października 1998 z Atlasem – Pachuca przegrała wówczas 4:6, natomiast Herrera został ukarany czerwoną kartką za faul na Rafaelu Márquezie. Karierę piłkarską zdecydował się zakończyć w wieku 39 lat.

## Kariera reprezentacyjna
W seniorskiej reprezentacji Meksyku Herrera zadebiutował 15 kwietnia 1980 w wygranym 4:2 meczu towarzyskim z Gwatemalą. Dwukrotnie był bliski występu w finałach mistrzostw świata – w 1986 roku w powołaniu na światowy czempionat przeszkodziły mu kontuzje, natomiast cztery lata później jego kadra narodowa została zdyskwalifikowana.
W 1991 roku Herrera został powołany przez selekcjonera Manuela Lapuente na Złoty Puchar CONCACAF, gdzie Meksykanie zajęli trzecie miejsce, a sam zawodnik rozegrał trzy spotkania – jedyne o stawkę podczas gry w reprezentacji. Swój bilans występów w kadrze zamknął na jedenastu spotkaniach.